# Birger Jørgensen
Birger Jørgensen (født 5. august 1957) er en dansk travkusk, der i 2009 som den første dansker nogensinde vandt VM for kuske.
Birger Jørgensen har gennem en lang karriere vundet mere end 9000 sejre,[kilde mangler] og han har to gange været dansk kuskemester og en enkelt gang europamester. Hans rekordliste tæller også, at han 22 gange har haft flest sejre blandt danske kuske. Han har stald i Tranbjerg syd for Århus og er især aktiv på Jysk Væddeløbsbane i Århus. 
To gange har Birger Jørgensen vundet Danmarks største travløb - Dansk Trav Derby.  
Med fem titler er Birger Jørgensen den travtræner, der har vundet DM for Travtrænere flest gange.  
| År   | Hest              | Kusk             | Træner           |
| ---- | ----------------- | ---------------- | ---------------- |
| 1988 | Lancelot Broholm  | Birger Jørgensen | Birger Jørgensen |
| 2013 | Stand And Deliver | Birger Jørgensen | Peter Rudbeck    |